# Asperdaphne vestalis
Asperdaphne vestalis é uma espécie de gastrópode do gênero Asperdaphne, pertencente a família Raphitomidae.